# Niederhelden
Niederhelden ist ein Ortsteil der Stadt Attendorn im Kreis Olpe (Nordrhein-Westfalen) und hat 350 Einwohner (Stand 30. Juni 2024).
Der Ort liegt in 287 m Höhe ü. NN am Flüsschen Repe und liegt am Südwestende der Elsper Mulde, dem Südostteil der Attendorn-Elsper Doppelmulde.

## Frühe Geschichte
Die Existenz des Ortes Niederhelden lässt sich in der Pickertschen Urkundensammlung bis in die Mitte des 14. Jahrhunderts zurückverfolgen. So widerruft Herbolt v. Helden gemäß einer Urkunde aus dem Jahr 1352 den Übertrag zweier Höfe an Tillmänneken in dem Winkel, Bürger zu Attendorn, weil dieselben erzbischöfliche Lehen seien. Der eine Hof liegt in „Niederhelden“ (Nydern Heldene) und der Pächter heißt Tile. Eine weitere frühe Nachricht betrifft das Jahr 1371, in dem Franco de Helden mit dem Haupthof in Niederhelden vurme Hagen belehnt wurde.
Ein Schatzungsregister (diente der Erhebung von Steuern) aus dem Jahr 1543 gibt Anhaltspunkte für die damalige Größe des Ortes. Es werden für das „Dorff Niedernhilden“ insgesamt 16 Steuerpflichtige genannt, wovon 13 ihre Steuern in Goldgulden zu entrichten hatten. Es dürfte sich hier um vergleichsweise wohlhabende Hof- bzw. Hausbesitzer gehandelt haben.
Weitere Hinweise zur Ortsgeschichte enthält der Folgeabschnitt.

## Ortsbild und Sehenswürdigkeiten
Im Oberdorf befindet sich die Sankt-Sebastianus-Kapelle, die 1554 erstmals urkundlich erwähnt wird. Schon im Jahr 1674 scheint die noch heute existierende Sebastianusstatue in der Kapelle gewesen sein. Bereits 1939 war geplant, die baufällig gewordene alte Kapelle durch einen Neubau zu ersetzen. Die Pläne wurden durch den Zweiten Weltkrieg hinfällig. Aber bald nach Kriegsende erfolgte am 14. März 1946 die Grundsteinlegung für den Neubau und am 15. August 1947, am Fest Mariä Himmelfahrt, konnten die Niederheldener die Einweihung feiern. Bei dem Neubau handelt es sich um einen einschiffigen Saalbau mit steilem Dach und achteckigem Dachreiter. Die Struktur des Innenraums lenkt den Blick auf das Altarkreuz.
Das Ortsbild ist im Übrigen geprägt durch fünf jahrhundertealte Fachwerkhöfe und weitere Fachwerkbauten, die an diese traditionelle Bauweise anknüpfen. Oberhalb des Dorfes steht das Heiligenhäuschen, das mit einem Gedenkstein an die durch Niederhelden verlaufende Heidenstraße zwischen Leipzig und Köln erinnert, die im Mittelalter eine bedeutende Heer- und Handelsstraße war.
In der Ortsmitte befindet sich eine unmittelbar an der Repe gelegene Parkanlage mit Spielplatz, Fußballplatz, vielen Brücken und Bänken zum Verweilen. Ebenfalls prägend sind die vielen hundert Meter Hecken. Das Ortsbild und die funktionierende Dorfgemeinschaft sorgten dafür, dass Niederhelden 1985, 1987 und 1989 das Prädikat „Silberdorf“ auf Landesebene im Wettbewerb „Unser Dorf soll schöner werden“ führen durfte. Im Jahr 1991 wurde der Ort auf Landesebene sogar Golddorf. 2007 kam eine weitere Silberplakette auf Landesebene hinzu. Am 13. September 2009 hatte eine große Niederheldener Delegation auf dem Düsser Bauernmarkt in Ostinghausen (Bad Sassendorf) nach 18 Jahren wieder Grund zum Jubeln. NRW-Landwirtschaftsminister Eckhard Uhlenberg verlieh dem Engagement der Niederheldener und dem Dorfbild ein weiteres Mal das Prädikat „Golddorf“. Im September 2010 wurde bekannt, dass Niederhelden Bundesgolddorf 2010 wird.

## Einwohnerentwicklung
| Jahr | Einwohner |
| ---- | --------- |
| 1536 | 80*       |
| 1565 | 80–85*    |
| 1783 | 94        |
| 1817 | 156       |
| 1839 | 156       |
| 2012 | 313       |
| 2015 | 306       |
| 2020 | 308       |

*) aufgrund von Häuserzahlen geschätzte Werte

## Wirtschaft
Haupteinnahmezweig ist die Gastronomie, gekennzeichnet durch zwei Vier-Sterne-Hotels und zahlreichen Pensionen mit insgesamt rund 300 Betten. Sie löste in einem weitreichenden Prozess den landwirtschaftlichen Erwerb ab. Insgesamt bieten die 10 ortsansässigen Unternehmen 120 Arbeitsplätze.

## Dorfgemeinschaft
Die Dorfgemeinschaft pflegt noch heute uralte Traditionen, zu denen das Neujahrssingen, das Dreikönigssingen, das Würstesingen und der Würsteball zu Karneval, das Klappern und das Osterfeuer zu Ostern, das inoffizielle Dorfschützenfest, das Kapellenfest, sowie der allmonatliche Herren- und Damenstammtisch gehören.
Vor wenigen Jahren richtete die Dorfgemeinschaft den „Natur-im-Dorf-Pfad“ ein, auf dem mehrere Stationen über die ökologischen und biosphärischen Aspekte informieren. Als besonders vorteilhaft für die Dorfbevölkerung erweist sich seit mehr als hundert Jahren die eigenständige Wassergewinnung und -versorgung, die durch zwei verschiedene Interessensvereine (Oberdorf und Unterdorf) betrieben wird. Das südöstlich angrenzende Bilsteiner Bergland bietet reichhaltige Wasserquellen, die selbst im Sommer nicht austrocknen und daher eine flächendeckende und kontinuierliche Wasserversorgung gewährleisten.

St. Sebastian Außenansicht
St. Sebastian Innenraum
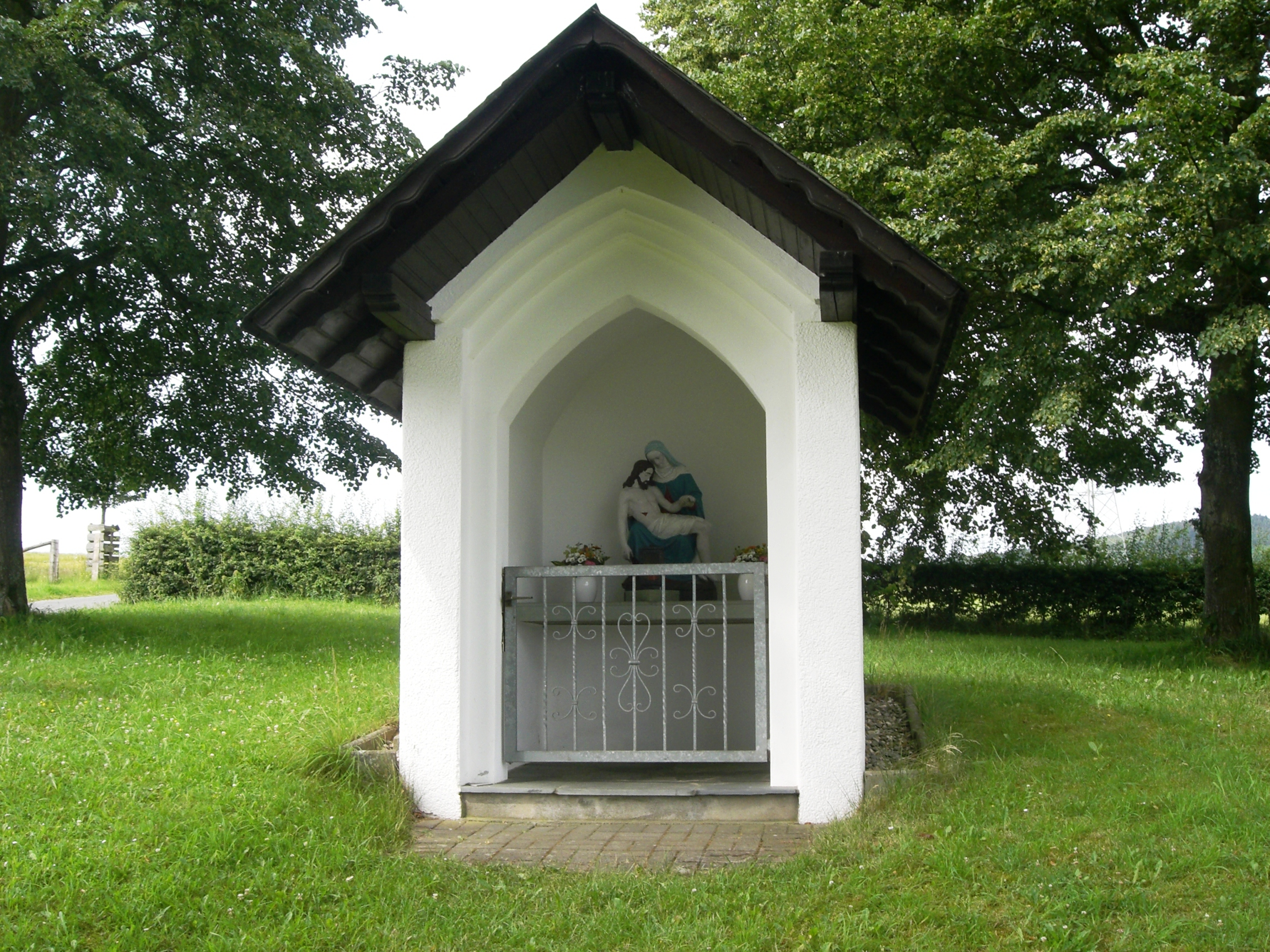
Heiligenhäuschen an der Straße nach Helden
Informationstafel über den Verlauf der Heidenstraße
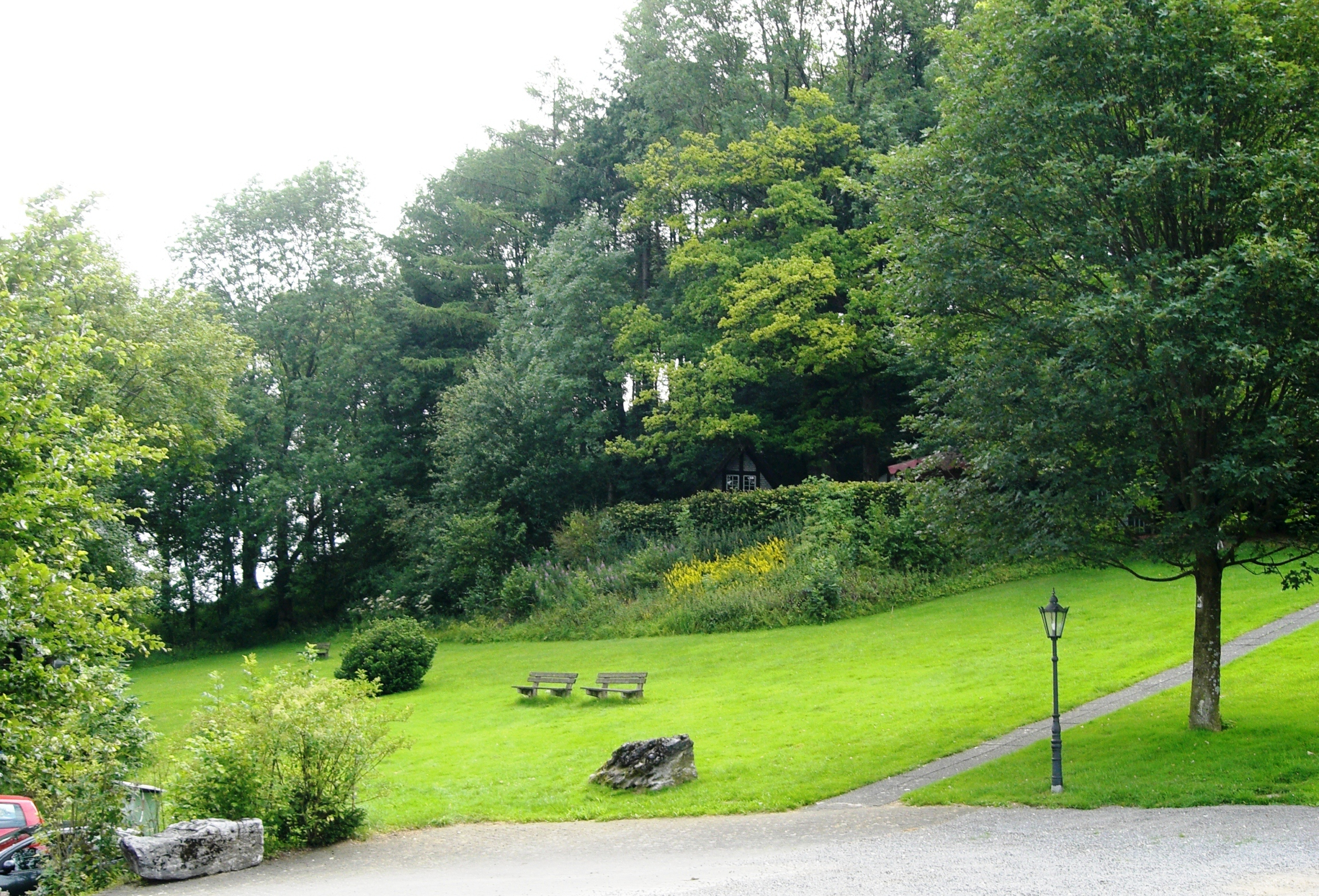
Dorfpark
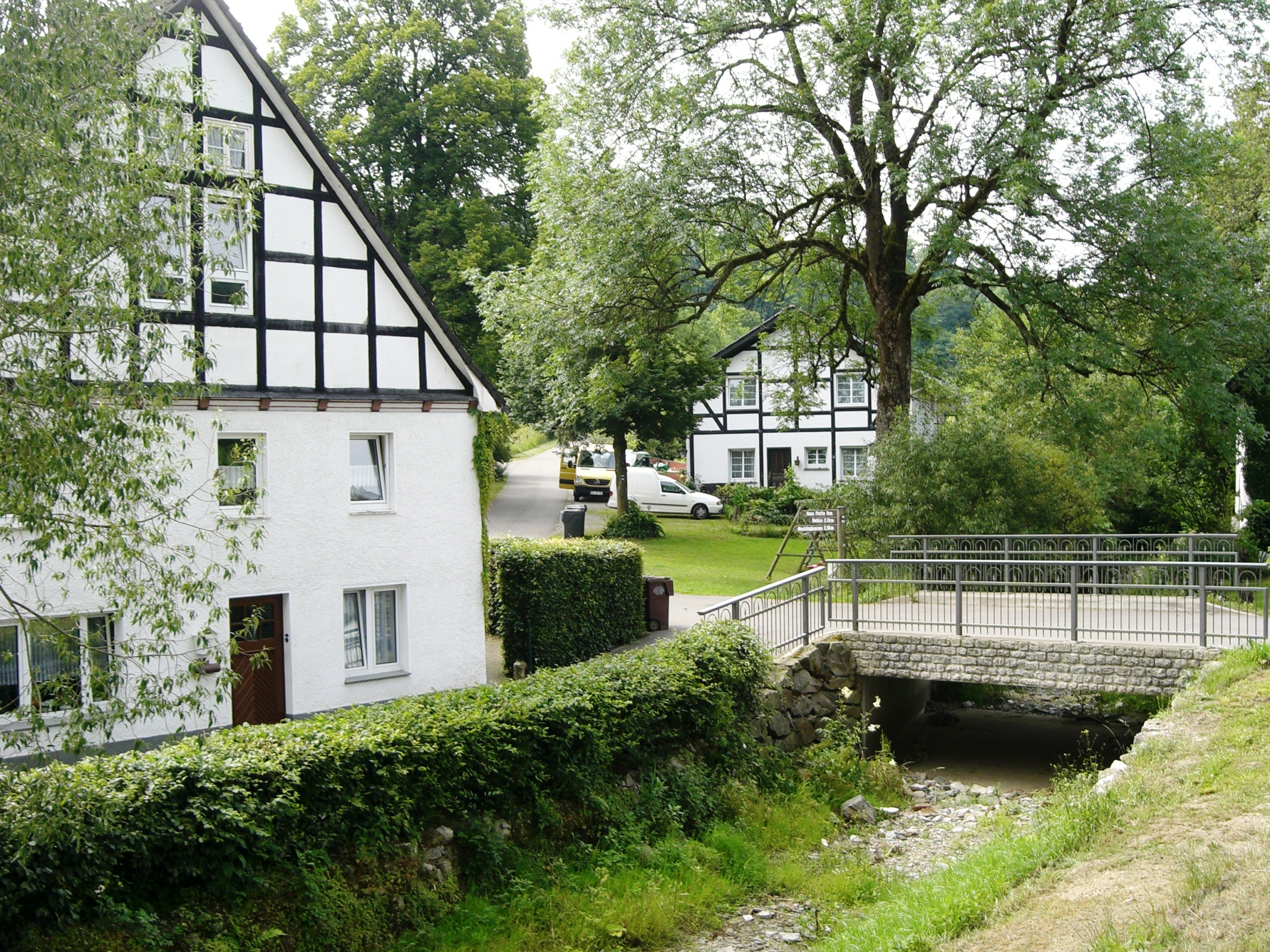
Bachlauf im Oberdorf